# نورمان كون
نورمان كون (بالإنجليزية: Norman Cohn)‏ هو منتج أفلام ومصور سينمائي ومونتير ومخرج أمريكي، ولد في 6 أكتوبر 1946 في نيويورك في الولايات المتحدة.

## وصلات خارجية
- نورمان كون على موقع IMDb (الإنجليزية)
- نورمان كون على موقع ألو سيني (الفرنسية)
- نورمان كون على موقع أول موفي (الإنجليزية)
- نورمان كون على موقع قاعدة بيانات الأفلام السويدية (السويدية)
- نورمان كون على موقع قاعدة بيانات الفيلم (الإنجليزية)
- نورمان كون على موقع كينوبويسك (الروسية)